# Army Research Laboratory
Army Research Laboratory ( ARL ) — исследовательская лаборатория сухопутных войск США. Головной офис ARL находится в Лабораторном центре Адельфи (ALC) в Адельфи, штат Мэриленд. Крупнейший центр лаборатории находится на Абердинском испытательном полигоне, штат Мэриленд. Другие основные местоположения ARL включают Исследовательский парк Треугольник, Северная Каролина, Ракетный полигон White Sands, Нью-Мексико, Орландо, Флорида, и Исследовательский центр Гленна НАСА, Исследовательский центр Огайо и Лэнгли, Вирджиния. 
В дополнение к Военно-исследовательскому управлению, ARL имеет шесть технических управлений: 
- Вычислительные и информационные науки
- Человеческие исследования и инженерия
- Датчики и электронные приборы
- Живучесть / Анализ Летальности
- Технология автомобиля
- Исследования оружия и материалов

## История
До формирования ARL у армии Соединенных Штатов были исследовательские центры, построенные в 1820 году, когда лаборатория в Уотертауне, штат Массачусетс, изучала пиротехнику и водонепроницаемые бумажные картриджи. Этот объект превратился бы в Лабораторию Материаловедения. Большая часть военных исследований перед Второй мировой войной проводилась  военными, но в 1945 году армия опубликовала политику, подтверждающую необходимость гражданского научного вклада в военное планирование и производство оружия.  Невоенное участие до этого времени было частым; однако методы внесения вклада в технологии ведения войны были ограниченными и случайными. 11 июня 1946 года было создано новое научно-исследовательское подразделение Генерального штаба военного департамента; однако из-за внутренних сил в вооруженных силах, которые поддерживали традиционную структуру технической службы, дивизия была закрыта. В течение следующих четырех десятилетий произошли различные реорганизации, в результате которых многие организации стали управлять исследованиями и разработками армии.  Часто командиры этих организаций были сторонниками реорганизации, в то время как некоторые руководители среднего звена были против изменений.  

### Реорганизация
ARL представляет собой реализацию меморандума от 6 января 1989 г. от Командующего LABCOM, в который рекомендовал объединить корпоративные лаборатории в единую организацию. В рамках перестройки и закрытия базы 1989/1991 гг. Объединенные исследовательские центры будут расположены в основном в лабораторном центре Адельфи и на полигоне Абердина. Это также переместит большинство операций на MTL в APG. Федеральная консультативная комиссия рассмотрела и приняла создание ARL в 1992 году. 

## Директораты

### Армейский исследовательский офис
Армейский исследовательский офис (ARO), расположенный в Research Triangle Park, финансирует заочные фундаментальные исследования, то есть исследования в сторонних академических и промышленных организациях, предоставляя гранты как отдельным следователям, так и связанным с университетами исследовательским центрам, а также программы аутрич. 

### Вычислительные и информационные науки
Дирекция вычислительных и информационных наук (CISD) является ведущей организацией армии США по исследованиям и разработкам современных электронных систем. Эти исследования посвящены возможностям анализа, распространения и усвоения реальной или смоделированной оцифрованной информации о полях сражений. В дополнение к цифровым военным инициативам в различных центрах под эгидой ARL проводятся исследования в области высокопроизводительных вычислений. Использование суперкомпьютеров для математического моделирования вместо массового производства может привести к сохранению людских и физических ресурсов. Дирекция является ключевым игроком Международного технологического альянса совместно с дирекциями SEDD и HRED. 

### Человеческие исследования и инженерия
Дирекция по исследованиям и разработкам (HRED) Армейской научно-исследовательской лаборатории армии США является основной военной исследовательской организацией в области человеческого фактора. HRED проводит обширную программу научных исследований и технологий, направленных на оптимизацию характеристик солдата и взаимодействия солдат с машиной, чтобы максимизировать эффективность на поле боя. HRED также выполняет аналитическую миссию, которая обеспечивает армию лидерством по человеческому фактору, чтобы гарантировать, что требования к производительности солдата должным образом учитываются при разработке технологий и проектировании систем. HRED координирует технологии в армии, других службах и их лабораториях, промышленности и научных кругах, чтобы использовать возможности фундаментальных и прикладных исследований на благо армии. 

### Датчики и электронные приборы
Дирекция по датчикам и электронным устройствам (SEDD) - это группа, занимающаяся производством оборудования от микросхем до полностью интегрированных систем. SEDD также помогает разрабатывать датчики и электронные устройства, которые становятся важной частью современной войны. Другие компоненты этого управления включают в себя: многофункциональное радиочастотное оборудование, автономное зондирование, генерацию и управление мощностью, а также алгоритмы обработки сигналов. Одним из лучших способов защитить солдата является разработка автономных систем зондирования для всех видов деятельности, от сбора разведывательных данных до ведения военных действий. 

### Живучесть / Анализ Летальности
Дирекция по выживаемости / анализу летальности (SLAD) является основным центром экспертизы в отношении живучести, летальности и уязвимости всех армейских систем по всему спектру угроз на поле боя: баллистической, радиоэлектронной борьбы, информационных операций, а также ядерных, биологических и химических веществ. военное дело. Миссия SLAD - помогать разработчикам технологий и систем в оптимизации системного дизайна и предоставлять аналитические данные оценщикам и лицам, принимающим решения в армии и министерстве обороны. 

### Технологии военного транспорта
Управление транспортных технологий (VTD) Научно-исследовательской лаборатории армии США занимается исследованиями и разработкой движителей и конструкции транспортных средств. Кроме того, VTD проводит аналитические и практические эксперименты в области анализа нагрузок, структурной динамики, аэроупругости, структурной акустики и снижения вибрации. VTD делает наземные боевые машины легче, надежнее, безопаснее и экономичнее. Воздушные боевые машины, такие как вертолет, изучаются для уменьшения вибрации, вызванной роторами. Металлические материалы разработаны для повышения прочности и уменьшения коррозии благодаря использованию композитов. Подразделениями VTD являются «Нагрузки и динамика», «Строительная механика», «Системы двигателя и трансмиссии», «Компоненты двигателя» и «Беспилотные транспортные средства». 

### Исследования оружия и материалов
Научно-исследовательская лаборатория вооружения и материаловедения (USRD) Армейской научно-исследовательской лаборатории является основной организацией армии США, занимающейся исследованиями и разработками в области технологий оружия и материалов. Управление отвечает за то, чтобы пули проникали дальше, а баллистические жилеты были прочнее. Хотя эти интересы могут показаться противоположными, цель состоит в том, чтобы повысить выживаемость солдата. В ОМУ изучаются традиционные вооружения, а также современные системы баллистической защиты. Это управление особенно связано с VTD для производства более безопасных транспортных средств, включая самолеты. Одним из аспектов обязанности этого директората по анализу является оценка военных технологий с экономической точки зрения с целью снижения общих системных затрат. 

## Федеративные Лаборатории
Начиная с 1996 г. Армейская исследовательская лаборатория заключила инновационные соглашения о сотрудничестве с промышленными и академическими партнерами с целью создания "федеративных лабораторий" или "FedLabs". Первые три FedLabs были в Advanced Display, Advanced Sensors и Telecommunications. Каждый FedLab был крупным консорциумом компаний, университетов и некоммерческих организаций, с общим лидером промышленности и лидером ARL. Соглашения о сотрудничестве, формирующие FedLabs, были несколько необычны, так как ARL был не просто спонсором исследований, а активным участником консорциума.   Первые три FedLabs получили награду National Performance Award в 1999 году от тогдашнего вице-президента Эла Гора. 

## Совместные технологические и исследовательские альянсы
Совместные технологические и исследовательские альянсы - партнерские отношения между армейскими лабораториями и центрами, частной промышленностью и научными кругами для проведения исследований и разработки технологий, предназначенных для армии США. Партнерства финансируются армией США. 
- Объединенный исследовательский альянс по кибербезопасности (CSCRA)
- Материалы в экстремальных динамических средах Collaborative Research Alliance
- Мультимасштабное мультидисциплинарное моделирование электронных материалов Collaborative Research Alliance